# Resolució 2282 del Consell de Seguretat de les Nacions Unides
La Resolució 2282 del Consell de Seguretat de les Nacions Unides fou adoptada per unanimitat el 27 d'abril de 2016. El Consell va abordar el paper de les Nacions Unides per establir i mantenir la pau als països en conflicte.

## Contingut
La gran quantitat de conflictes armats del món exigia un elevat índex de recursos humans i esgotava els recursos de les Nacions Unides. El Consell encara estava decidida a assolir la pau duradora arreu del món. Amb aquesta finalitat, s'ha de desenvolupar una visió social conjunta, tenint en compte les necessitats de tots els rangs de la població. Calia tractar d'evitar l'esclat, l'escalada, la continuació i la represa dels conflictes, abordar els problemes subjacents i ajudar les parts a frenar les hostilitats, reconciliar-les i reconstruir-les. La pau sostenible és responsabilitat compartida dels governs i de totes les altres parts implicades i requereix una atenció internacional constant. Els tres pilars de les Nacions Unides: drets humans, pau i seguretat i desenvolupament; la responsabilitat de l'Assemblea General, del Consell de Seguretat i del Consell Econòmic i Social, respectivament, són fonamentals en totes les fases d'un conflicte.
El setembre de 2015, l'Assemblea General, amb la seva resolució 70/1, va adoptar diversos objectius per a l'any 2030, inclòs ajudar el món a sortir de la pobresa i garantir la pau a tot arreu. El 2017 l'Assemblea General tornaria a començar a debatre sobre l'enfortiment del paper de l'ONU en la construcció de la pau.
El Comitè de Construcció de la Pau és una organització intergovernamental creada el 2005 que ofereix assessorament després d'un conflicte en la construcció de la pau, la reconstrucció i el desenvolupament, i també actua com un fòrum d'experts en aquest assumpte. Aquesta experiència era important, per exemple, en establir els mandats de les operacions de les Nacions Unides i en concloure acords amb països.
Es va demanar al secretari general Ban Ki-moon que reforcés la cooperació amb el Banc Mundial en països afectats per conflictes amb l'objectiu d'obtenir més diners per al creixement econòmic, la inversió i el treball en aquests països. També es va instar a tots els països a contribuir al Fons de Consolidació de la Pau. Amb aquest fons es financen projectes per estabilitzar països que han tingut un conflicte i, per tant, evitar que hi tornin.